# Colomiers
Colomiers je zahodno predmestje Toulousa in občina v južnem francoskem departmaju Haute-Garonne regije Jug-Pireneji. Leta 2008 je naselje imelo 33.200 prebivalcev.

## Geografija
Naselje leži v pokrajini Languedoc ob reki Garoni, 11 km od središča Toulousa; je njegovo največje predmestje.

## Uprava
Občina Colomiers je sestavni del kantona Toulouse-13, vključenega v okrožje Toulouse.

## Zanimivosti
- cerkev sv. Radegunde iz 15. do 18. stoletja;